# 울진 불영사 대웅보전
울진 불영사 대웅보전(蔚珍 佛影寺 大雄寶殿)은 대한민국 경상북도 울진군 불영사에 있는 조선 후기의 건축물이다. 1994년 5월 2일 대한민국 보물 제1201호로 지정되었다.

## 개요
불영사는 신라 진덕여왕 5년(651)에 의상대사가 세웠다고 전하는 절이다. 대웅보전은 절에서 석가모니불상을 모셔 놓은 중심 법당을 가리키며 지금 있는 건물은 안에 있는 탱화의 기록으로 영조 11년(1735)에 세운 것으로 생각하고 있다.
규모는 앞면과 옆면이 모두 3칸씩이고 지붕은 옆면에서 볼 때, 여덟 팔(八)자 모양을 한 팔작지붕이다. 지붕 처마를 받치기 위해 장식하여 짜은 구조가 기둥 위와 기둥 사이에도 있는 다포 양식으로, 각 공포의 조각 솜씨가 뛰어나다.
가장 주목할만한 점은 건물에 색을 칠한 단청 부분을 들 수 있는데 바깥쪽은 다시 칠하여 원래 모습을 잃었지만 안쪽은 그 형태가 잘 남아 있다. 천장부분을 비롯한 벽, 건물을 지탱하는 굵직한 재료들에 그림을 그린 기법들은 수준이 매우 높은 것으로 평가 받고 있다. 건축양식과 기법연구, 격조 높은 불교그림과 단청 연구에 귀중한 자료가 되는 조선 후기 건축물이다.

## 같이 보기
- 불영사
- 불영사삼층석탑 (경상북도 유형문화재 제135호)